# Cmentarz żydowski w Miasteczku Śląskim
Cmentarz żydowski w Miasteczku Śląskim – kirkut z 1879 lub 1880 roku, znajdujący się na małym wzniesieniu w pobliżu ul. Niepodległości. Do czasów współczesnych zachowały się fragmenty ogrodzenia i nieliczne nagrobki.
Nekropolia od 2013 roku figuruje w Gminnej Ewidencji Zabytków miasta Miasteczko Śląskie.